# Hechos 3

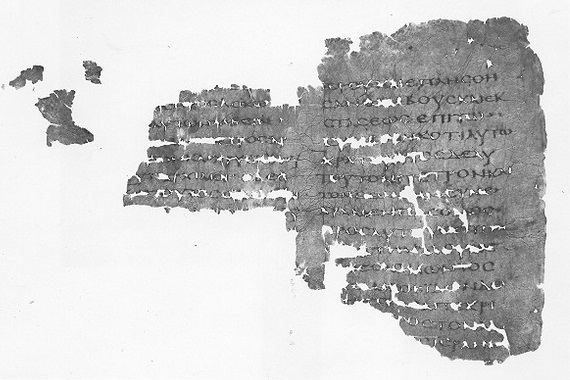
Hechos 3:5-6, 10-12 en Uncial 057 del siglo IV / V

Hechos 3 es el tercer capítulo de los Hechos de los Apóstoles del Nuevo Testamento de la Biblia cristiana. El autor del libro que contiene este capítulo es anónimo, pero la tradición cristiana primitiva afirmaba que Lucas compuso este libro, así como el Evangelio de Lucas. Este capítulo recoge la curación de un discapacitado por parte de los apóstoles Pedro y Juan, y la predicación de Pedro en el Pórtico de Salomón del Segundo Templo.

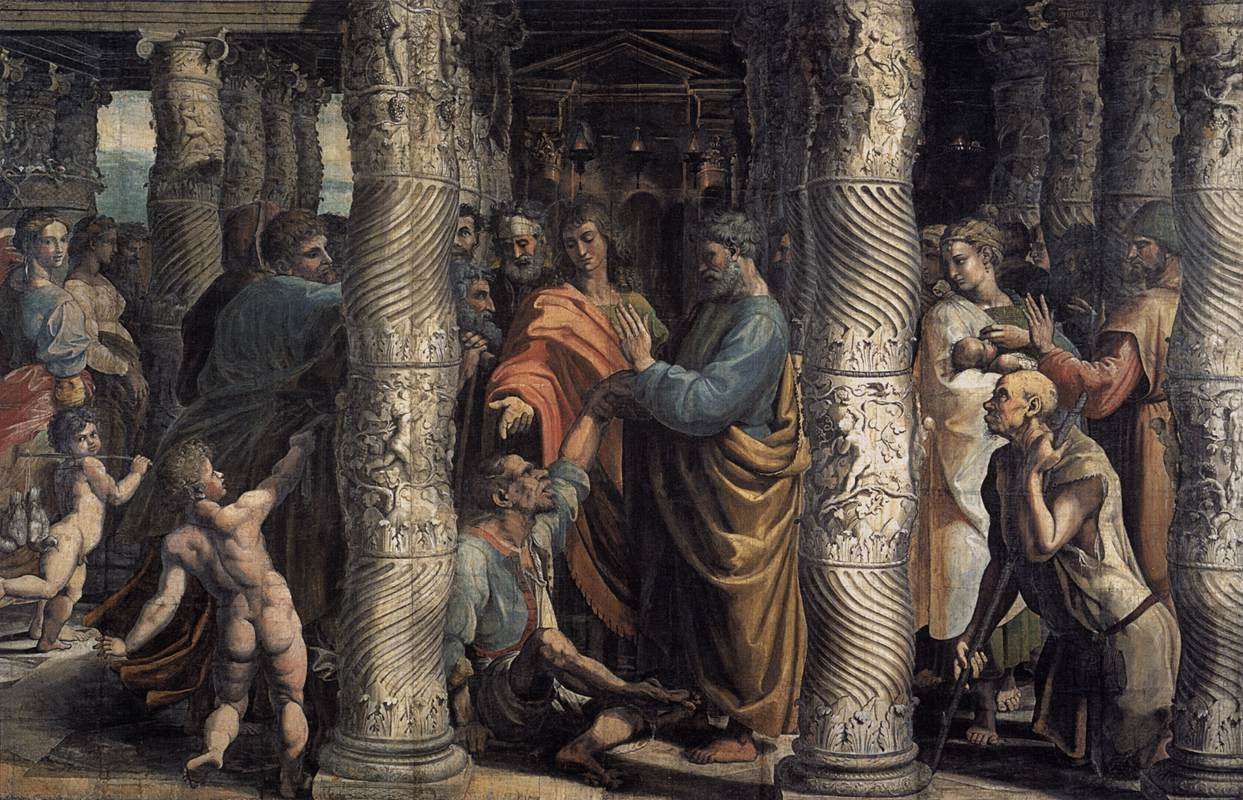
Del taller de Rafael, «La curación del cojo», un cartón para un tapiz que representa a Pedro curando al cojo (Hechos 3). El artista utilizó las columnas salomónicas de la Basílica de San Pedro como modelos de las columnas del Templo judío

.

## Texto
El texto original estaba escrito en griego koiné. Este capítulo está dividido en 26 Versículos.

### Testigos textuales
Algunos manuscritos tempranos que contienen el texto de este capítulo son:
- Papiro 91 (siglo III; existen los Versículos 1-2)
- Códice Vaticano (325-350)
- Códice Sinaítico (330-360)
- Codex Bezae (~400)
- Codex Alexandrinus (400-440)
- Codex Ephraemi Rescriptus (~450)
- Codex Laudianus (~550)